# 牙買加 (喬治亞州)
牙買加（英語：Jamaica）是位於美國喬治亞州格林縣（Glynn County）的一個非建制地區。該地的面積和人口皆未知。

## 地理
牙買加的座標為31°15′07″N 81°39′08″W / 31.25194°N 81.65222°W，而該地的平均海拔高度為5米（即16英尺）。